# Copa del Món de Rugbi de 2011

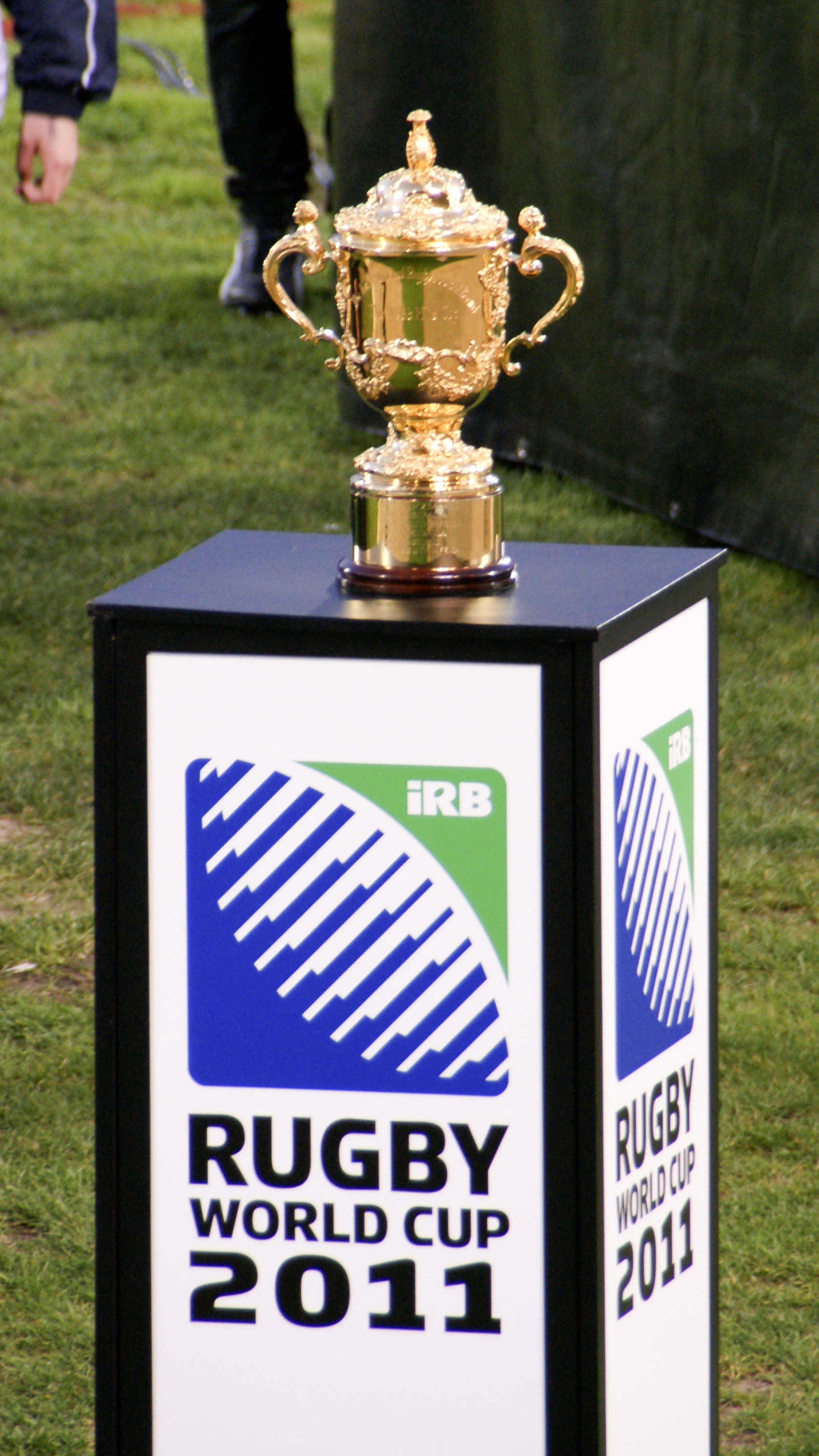
Trofeu William Webb Ellis

La Copa del Món de Rugbi 2011 és la setena edició de la Copa del Món de Rugbi, torneig internacional de rugbi que es disputa cada quatre anys des del 1987. En la reunió de la International Rugby Board (IRB), organisme rector del rugbi internacional i organitzador de l'esdeveniment, celebrada a Dublín el 17 de novembre del 2005, va ser seleccionada la candidatura de Nova Zelanda per acollir el torneig. Els candidats a organitzar la copa del món van ser: Japó, Sud-àfrica i Nova Zelanda. El consell de la IRB va dur a terme dues rondes de votació per a escollir el país amfitrió, essent la candidatura sud-africana l'eliminada en primera ronda.
S'espera que l'esdeveniment generi unes despeses d'aproximadament 310 milions de dolars neozelandesos i uns ingressos de 280 milions només en concepte de venda d'entrades i al voltant de 700 milions a conseqüència de l'arribada d'aficionats al pais.
El torneig es disputa durant set setmanes a partir del 9 de setembre, finalitzant amb la final del 23 d'octubre que es va jugar al Eden Park d'Auckland.

## Classificació
Els equips participants en aquest mundial, igual que a la Copa del Món de Rugbi 2007 són 20. Els primers classificats són els tres primers de cada grup de la Copa del Món de Rugbi 2007. Aquests equips són:
- Argentina
- Austràlia
- Anglaterra
- Fiji
- França
- Irlanda
- Itàlia
- Nova Zelanda
- Escòcia
- Sud-àfrica
- Tonga
- Gal·les

Les següents vuit seleccions es van classificarn per al Mundial a través de les fases de classificació regionals. La vintena i última plaça la va aconseguir el guanyador de la fase de repesca entre Romania i Uruguai, que es va jugar el 27 de novembre de 2010.
- Canadà
- Geòrgia
- Japó
- Namíbia
- Rússia
- Samoa
- Estats Units
- Romania

La selecció russa és l'única que participarà per primera vegada en una edició de la Copa del Món.

## Seus
Les 13 seus originals per a la Copa del Món van ser confirmades el 12 de març de 2009. Tot i així, després del terratrèmol que va afectar la ciutat de Christchurch el febrer de 2011, aquesta va ser retirada i els partits que havia d'albergar es van reubicar en altres seus.
| Auckland                     | Auckland             | Whangarei               | Hamilton          |
| ---------------------------- | -------------------- | ----------------------- | ----------------- |
| Eden Park                    | Estadi North Harbour | Northland Events Centre | Estadi Waikato    |
| Eden Park                    | Estadi North Harbour | Whangarei               | Estadi Waikato    |
| Capacitat: 60.000            | Capacitat: 35.000    | Capacitat: 25.000       | Capacitat: 30.000 |
| Rotorua                      | Nova Plymouth        | Napier                  | Palmerston North  |
| Estadi Internacional Rotorua | Estadi Yarrow        | McLean Park             | Arena Manawatu    |
| Rotorua                      | Estadi Yarrow        | Napier                  | Palmerston North  |
| Capacitat: 35.000            | Capacitat: 25.000    | Capacitat: 22.000       | Capacitat: 18.000 |
| Wellington                   | Nelson               | Dunedin                 | Invercargill      |
| Estadi Westpac               | Trafalgar Park       | Estadi Forsyth Barr     | Rugby Park        |
| Estadi Westpac               | Vista de Nelson      | Estadi Forsyth Barr     | Rugby Park        |
| Capacitat: 40.000            | Capacitat: 16.000    | Capacitat: 30.000       | Capacitat: 17.000 |

## Àrbitres
El divendres 8 d'abril de 2011, la IRB va nomenar els deu àrbitres, set assistents i quatre jutges de televisió que participaran en la fase de grups del torneig. A més, dos dels set assistents compliran les funcions d'àrbitre suplent.
| Pais         | Nom             |
| ------------ | --------------- |
| Austràlia    | Steve Walsh     |
| Anglaterra   | Wayne Barnes    |
| Anglaterra   | Dave Pearson    |
| França       | Romain Poite    |
| Irlanda      | George Clancy   |
| Irlanda      | Alain Rolland   |
| Nova Zelanda | Bryce Lawrence  |
| Sud-àfrica   | Craig Joubert   |
| Sud-àfrica   | Jonathan Kaplan |
| Gal·les      | Nigel Owens     |

| Pais         | Nom           |
| ------------ | ------------- |
| França       | Jérôme Garcès |
| Nova Zelanda | Chris Pollock |

| Pais         | Nom             |
| ------------ | --------------- |
| Anglaterra   | Stuart Terheege |
| Irlanda      | Simón McDowell  |
| Itàlia       | Carlo Damasco   |
| Nova Zelanda | Vinny Munro     |
| Gal·les      | Tim Hayes       |

| Pais       | Nom              |
| ---------- | ---------------- |
| Austràlia  | Matt Goddard     |
| Anglaterra | Graham Hughes    |
| Itàlia     | Giulio De Santis |
| Sud-àfrica | Shaun Veldsman   |

## Fase de grups

### Grup A
| Selecció     | PJ | PG | PE | PP | TF | PF  | PC  | +/−  | BP | Pts |
| ------------ | -- | -- | -- | -- | -- | --- | --- | ---- | -- | --- |
| Nova Zelanda | 4  | 4  | 0  | 0  | 36 | 240 | 49  | +191 | 4  | 20  |
| França       | 4  | 2  | 0  | 2  | 13 | 124 | 96  | +28  | 3  | 11  |
| Tonga        | 4  | 2  | 0  | 2  | 7  | 80  | 98  | -18  | 1  | 9   |
| Canadà       | 4  | 1  | 1  | 2  | 9  | 82  | 168 | -86  | 0  | 6   |
| Japó         | 4  | 0  | 1  | 3  | 8  | 69  | 184 | -115 | 0  | 2   |

|              | Canadà | França | Japó  | Nova Zelanda | Tonga |
| ------------ | ------ | ------ | ----- | ------------ | ----- |
| Canadà       | X      | 19-46  | 23-23 | 15-79        | 25-20 |
| França       | X      | X      | 47-21 | 17-37        | 14-19 |
| Japó         | X      | X      | X     | 7-83         | 18-31 |
| Nova Zelanda | X      | X      | X     | X            | 41-10 |
| Tonga        | X      | X      | X     | X            | X     |

### Grup B
| Selecció   | PJ | PG | PE | PP | TF | PF  | PC  | +/−  | BP | Pts |
| ---------- | -- | -- | -- | -- | -- | --- | --- | ---- | -- | --- |
| Anglaterra | 4  | 4  | 0  | 0  | 18 | 137 | 34  | +103 | 2  | 18  |
| Argentina  | 4  | 3  | 0  | 1  | 10 | 90  | 40  | +50  | 2  | 14  |
| Escòcia    | 4  | 2  | 0  | 2  | 4  | 73  | 59  | +14  | 3  | 11  |
| Geòrgia    | 4  | 1  | 0  | 3  | 3  | 48  | 90  | -42  | 0  | 4   |
| Romania    | 4  | 0  | 0  | 4  | 3  | 44  | 169 | -125 | 0  | 0   |

|            | Anglaterra | Argentina | Escòcia | Georgia | Romania |
| ---------- | ---------- | --------- | ------- | ------- | ------- |
| Anglaterra | X          | 13-9      | 16-12   | 41-10   | 67-3    |
| Argentina  | X          | X         | 13-12   | 25-7    | 43-8    |
| Escòcia    | X          | X         | X       | 15-6    | 34-24   |
| Geòrgia    | X          | X         | X       | X       | 25-9    |
| Romania    | X          | X         | X       | X       | X       |

### Grup C
| Selecció     | PJ | PG | PE | PP | TF | PF  | PC  | +/−  | BP | Pts |
| ------------ | -- | -- | -- | -- | -- | --- | --- | ---- | -- | --- |
| Irlanda      | 4  | 4  | 0  | 0  | 15 | 135 | 34  | +101 | 1  | 17  |
| Austràlia    | 4  | 3  | 0  | 1  | 25 | 173 | 48  | +125 | 3  | 15  |
| Itàlia       | 4  | 2  | 0  | 2  | 13 | 92  | 95  | -3   | 2  | 10  |
| Estats Units | 4  | 1  | 0  | 3  | 4  | 38  | 122 | -84  | 0  | 4   |
| Rússia       | 4  | 0  | 0  | 4  | 8  | 57  | 196 | -139 | 1  | 1   |

|              | Austràlia | Estats Units | Irlanda | Itàlia | Rússia |
| ------------ | --------- | ------------ | ------- | ------ | ------ |
| Austràlia    | X         | 67-5         | 6-15    | 32-6   | 68-22  |
| Estats Units | X         | X            | 10-22   | 10-27  | 13-6   |
| Irlanda      | X         | X            | X       | 36-6   | 62-12  |
| Itàlia       | X         | X            | X       | X      | 53-17  |
| Rússia       | X         | X            | X       | X      | X      |

### Grup D
| Selecció   | PJ | PG | PE | PP | TF | PF  | PC  | +/−  | BP | Pts |
| ---------- | -- | -- | -- | -- | -- | --- | --- | ---- | -- | --- |
| Sud-àfrica | 4  | 4  | 0  | 0  | 21 | 166 | 24  | +142 | 2  | 18  |
| Gal·les    | 4  | 3  | 0  | 1  | 23 | 180 | 34  | +146 | 3  | 15  |
| Samoa      | 4  | 2  | 0  | 2  | 9  | 91  | 49  | +42  | 2  | 10  |
| Fiji       | 4  | 1  | 0  | 3  | 7  | 59  | 167 | -108 | 1  | 5   |
| Namíbia    | 4  | 0  | 0  | 4  | 5  | 44  | 266 | -222 | 0  | 0   |

|            | Fiji | Gal·les | Namíbia | Samoa | Sud-àfrica |
| ---------- | ---- | ------- | ------- | ----- | ---------- |
| Fiji       | X    | 0-66    | 49-25   | 7-27  | 3-49       |
| Gal·les    | X    | X       | 81-7    | 17-10 | 16-17      |
| Namíbia    | X    | X       | X       | 12-49 | 0-87       |
| Samoa      | X    | X       | X       | X     | 5-13       |
| Sud-àfrica | X    | X       | X       | X     | X          |

## Fase final
|  | Quarts de final                       | Quarts de final                    |                                    |           | Semifinals  | Semifinals  |  |  | Final                              | Final |
|  |                                       |                                    |                                    |           |             |             |  |  |                                    |       |
|  | 8 d'octubre - Westpac St., Wellington |                                    |                                    |           |             |             |  |  |                                    |       |
|  |                                       |                                    |                                    |           |             |             |  |  |                                    |       |
|  | Irlanda                               | 10                                 |                                    |           |             |             |  |  |                                    |       |
|  | Irlanda                               | 10                                 | 15 d'octubre - Eden Park, Auckland |           |             |             |  |  |                                    |       |
|  | Gal·les                               | 22                                 |                                    |           |             |             |  |  |                                    |       |
|  | Gal·les                               | 22                                 | Gal·les                            | 8         |             |             |  |  |                                    |       |
|  | 8 d'octubre - Eden Park, Auckland     |                                    | Gal·les                            | 8         |             |             |  |  |                                    |       |
|  |                                       | França                             | 9                                  |           |             |             |  |  |                                    |       |
|  | Anglaterra                            | França                             | 9                                  | 12        |             |             |  |  |                                    |       |
|  | Anglaterra                            |                                    | 23 d'octubre - Eden Park, Auckland | 12        |             |             |  |  |                                    |       |
|  | França                                | 19                                 |                                    |           |             |             |  |  |                                    |       |
|  | França                                | 19                                 | França                             | 7         |             |             |  |  |                                    |       |
|  | 9 d'octubre - Westpac St., Wellington |                                    | França                             | 7         |             |             |  |  |                                    |       |
|  |                                       | Nova Zelanda                       | 8                                  |           |             |             |  |  |                                    |       |
|  | Sud-àfrica                            | Nova Zelanda                       | 8                                  | 9         |             |             |  |  |                                    |       |
|  | Sud-àfrica                            | 16 d'octubre - Eden Park, Auckland |                                    | 9         |             |             |  |  |                                    |       |
|  | Austràlia                             | 11                                 |                                    |           |             |             |  |  |                                    |       |
|  | Austràlia                             | 11                                 | Austràlia                          | 6         | Tercer lloc | Tercer lloc |  |  |                                    |       |
|  | 9 d'octubre - Eden Park, Auckland     |                                    | Austràlia                          | 6         | Tercer lloc | Tercer lloc |  |  |                                    |       |
|  |                                       | Nova Zelanda                       | 20                                 |           |             |             |  |  |                                    |       |
|  | Nova Zelanda                          | Nova Zelanda                       | 20                                 | 33        | Gal·les     | 18          |  |  |                                    |       |
|  | Nova Zelanda                          |                                    |                                    | 33        | Gal·les     | 18          |  |  |                                    |       |
|  | Argentina                             | 10                                 |                                    | Austràlia | 21          |             |  |  |                                    |       |
|  | Argentina                             | 10                                 |                                    |           | 21          |             |  |  |                                    |       |
|  |                                       |                                    |                                    |           |             |             |  |  | 21 d'octubre – Eden Park, Auckland |       |
|  |                                       |                                    |                                    |           |             |             |  |  |                                    |       |

## Quadre d'honor
| Campió de la Copa del Món de Rugbi 2011 | Campió de la Copa del Món de Rugbi 2011 | Campió de la Copa del Món de Rugbi 2011 |
| --------------------------------------- | --------------------------------------- | --------------------------------------- |
| · Nova Zelanda                          |                                         |                                         |
| 2n lloc                                 | 3r lloc                                 | 4t lloc                                 |
| França                                  | Austràlia                               | Gal·les                                 |